# Teenage Mutant Ninja Turtles II: Back from the Sewers
Teenage Mutant Ninja Turtles II: Back from the Sewers is een Game Boy-spel uit 1991, gebaseerd op de Teenage Mutant Ninja Turtles serie. Het spel werd ontworpen door Konami, en is een vervolg op Teenage Mutant Ninja Turtles: Fall of the Foot Clan.

## Speelwijze
De speelwijze van het spel is gelijk aan die van de originele NES spelen. De speler kan tussen levels van Turtle wisselen. Elke Turtle heeft zijn eigen sterke en zwakke punten.
- Donatello heeft een grote aanval, maar is traag.
- Raphael is snel, maar zijn aanvallen hebben maar een kort bereik.
- Leonardo en Michelangelo zitten hier tussenin.

Als een Turtle verslagen wordt, wordt hij gevangen. Aan het einde van een level kan de speler proberen de gevangen Turtles weer te redden. Indien er geen Turtles worden gevangen in het spel, kan de speler een bonuslevel spelen.